# Lotniskowce typu Malta
Lotniskowce typu Malta - planowany typ brytyjskich dużych lotniskowców, zaprojektowany pod koniec II wojny światowej, określany też jako typ Gibraltar. W 1945 roku program anulowano przed rozpoczęciem budowy czterech planowanych okrętów, w związku z zakończeniem wojny. Wyporność pełna okrętów miała sięgać 56 800 ton, długość 273,4 m i miały przenosić do 108 samolotów. W razie zbudowania, byłyby największymi brytyjskimi lotniskowcami i zarazem okrętami powstałymi w Europie Zachodniej do czasu lotniskowców typu Queen Elizabeth z XXI wieku.

## Historia
Wstępne prace studyjne nad nowym typem dużych lotniskowców dla brytyjskiej Royal Navy rozpoczęły się w lutym 1943 roku. Doświadczenia pierwszej połowy II wojny światowej wykazały już wtedy potrzebę budowy lotniskowców przenoszących dużą liczbę samolotów, nie ograniczającą się tylko do maszyn przechowywanych w hangarze, i zdolnych do wypuszczenia w powietrze licznych grup uderzeniowych. Było to odmienne podejście, niż reprezentowane w dotychczasowych typach brytyjskich lotniskowców. Istotna też była wysoka prędkość dla ułatwienia startu nowych ciężkich samolotów. Zastanawiano się nad wyborem dla przyszłych konstrukcji tradycyjnego dla Brytyjczyków układu z zamkniętymi opancerzonymi od góry hangarami, wiążącego się z lżejszą i wytrzymalszą konstrukcją kadłuba, albo amerykańskiego układu z otwartymi hangarami i pokładem lotniczym stanowiącym nadbudowę, który oferował bardziej przestronne hangary i umożliwiał rozgrzewanie silników w hangarze, a tym samym intensywniejsze operacje lotnicze. 
Początkowy projekt A został szybko odrzucony jako zbyt mały. 17 lipca 1943 przedstawiono Radzie Admiralicji projekty B z pojedynczym zamkniętym hangarem i C z podwójnym, o pełnej wyporności 55 000 ton. Alternatywny projekt z otwartym hangarem miał wyporność obliczoną na 61 060 ton. Grupa lotnicza miała składać się już wtedy ze 108 samolotów, po połowie myśliwców i bombowców torpedowych. 8 października 1943 roku Rada zaakceptowała nieukończony jeszcze projekt C. Jeszcze przed tym 12 lipca marynarka zmieniła zamówienie złożone na czwarty lotniskowiec typu Audacious „Africa” na przyszły lotniskowiec nowego typu, a 15 lipca zamówiła budowę trzech dalszych. 19 maja 1944 roku jednak Rada Admiralicji na wniosek Piątego Lorda Morskiego ponownie przedyskutowała zagadnienie hangarów i zdecydowała, że zalety otwartego hangaru są przeważające i należy przerobić projekt, mimo wywołania przez to ośmiomiesięcznego opóźnienia w budowie. W tym samym roku zdecydowano o zawieszeniu budowy lotniskowców „Africa” i „Gibraltar”, decydując się na razie na dwie jednostki.
W sierpniu 1944 roku przedstawiono Radzie nowy projekt X, o wyporności 60 000 ton, z hangarem otwartym po bokach, a zamkniętym tylko w części dziobowej dla zmniejszenia zabryzgiwania. W odróżnieniu od dotychczasowych brytyjskich lotniskowców, pokład lotniczy stanowił nadbudowę i nie był opancerzony, ponadto zastosowano dwie burtowe windy, przyspieszające operacje lotnicze, oprócz dwóch wind pośrodku pokładu. Początkowo zaprojektowano pokład lotniczy o długości 285,9 m (dłuższy o 1,8 m niż w najnowszych dużych lotniskowcach amerykańskich typu Midway). Z powodu jednak obaw co do możliwości dokowania okrętu w brytyjskich bazach, w ostatecznej wersji projektu X1 skrócono pokład do 270,7 m. Projekt ten przewidywał wyporność pełną 56 800 ton i został przedstawiony Radzie Admiralicji 12 kwietnia 1945 roku. 
Zamierzano położyć stępkę pod budowę pierwszego lotniskowca „Malta” pod koniec 1944 roku, a drugiego „New Zealand” w kwietniu 1945 roku, lecz zmiana koncepcji hangaru spowodowała odłożenie ich budowy. W listopadzie 1944 roku Rada Admiralicji potwierdziła zamiar budowy dwóch lotniskowców. Po zakończeniu wojny w Europie i na Pacyfiku, rząd brytyjski zaczął jednak szukać oszczędności w celu odbudowy gospodarki po wojnie oraz zdecydował skupić się na produkcji stoczniowej na potrzeby cywilne. 15 października 1945 roku Rada Admiralicji zdecydowała o anulowaniu zamówienia na „Africę” i „Gibraltar”, a 13 grudnia 1945 roku także na „Maltę” i „New Zealand”. Prace przygotowawcze oraz wstępne fazy budowy wszystkich lotniskowców mogły się do tego czasu rozpocząć, lecz nie były zaawansowane i nie doszły do fazy położenia stępek.
Ocenia się, że w przypadku zbudowania, lotniskowce typu Malta byłyby znacząco łatwiejsze i tańsze do przystosowania do nowej generacji pokładowych samolotów odrzutowych, niż poddane później przebudowom mniejsze lotniskowce poprzedniej generacji „Victorious”, „Eagle” i „Ark Royal”. Dzięki większym rozmiarom, miałyby także większy potencjał bojowy i modernizacyjny, podobny do amerykańskich lotniskowców typu Midway. Budowa dwóch lotniskowców typu Audacious była jednak w chwili zakończenia wojny już zaawansowana i rząd brytyjski zadecydował, po długich wahaniach, o ich dokończeniu.
Lotniskowiec „Africa” był zamówiony w stoczni Fairfield Shipbuilding & Engineering Company w Govan, „Gibraltar” w Vickers-Armstrong Walker Naval Yard nad rzeką Tyne, „Malta” w stoczni John Brown w Clydebank, a „New Zealand” w Cammell Laird w Birkenhead.

## Opis
Według ostatniego projektu X1, wybranego do realizacji, wyporność pełna okrętów miała wynosić 56 800 ts. Długość okrętów wynosiła 273,4 m (897 stóp), szerokość 41,5 m (136 stóp), zanurzenie 10,5 m (34 stopy 6″). Napęd miały stanowić cztery zespoły turbin parowych systemu Parsonsa z przekładniami, o mocy 200 000 KM, napędzających cztery śruby. Parę miało dostarczać osiem trójwalczakowych kotłów parowych typu Admiralicji. Mocna siłownia miała zapewnić osiąganie prędkości rzędu 33 węzłów. Przewidywano zasięg 7100 mil morskich przy prędkości 20 w. Załoga miała liczyć do 3052 osób w konfiguracji okrętu flagowego. Dość duża wąska nadbudówka była umieszczona typowo dla lotniskowców na prawej stronie pokładu lotniczego na śródokręciu.
Pokład lotniczy był typowy dla lotniskowców okresu II wojny światowej, prostokątny. Jego długość wynosiła 270,7 m (888 stóp), a szerokość 37,1 m (121 stopy 9″). Przewidziano dwa podnośniki samolotów w osi wzdłużnej pokładu, na dziobie i rufie, o wymiarach 13,7×14 m, oraz dwa podnośniki na zewnątrz pokładu po lewej burcie, o wymiarach 16,5×11 m, wszystkie o udźwigu 13,6 ton (30 tysięcy funtów). Przewidziano dwie katapulty hydrauliczne nowego silniejszego modelu, lecz prawdopodobnie zainstalowano by istniejące BH5, jak w „Eagle”. Do lądowania przewidziano aerofiniszer z 16 linami. Hangar miał mieć maksymalne wymiary 134,1×27,4 m i wysokość 5,3 m. Przewidziano zabieranie 108 samolotów, z odpowiednim zapasem uzbrojenia i paliwa.
Uzbrojenie artyleryjskie miało stanowić 16 dział uniwersalnych kalibru 114 mm (4,5″), jak na innych brytyjskich lotniskowcach, w ośmiu wieżach dwudziałowych nieco nowszego modelu Mark 7, umieszczonych po dwie na burtach poniżej pokładu startowego w czterech ćwiartkach okrętu. Wieże miały płaskie dachy, na równi z pokładem, i można było na nich parkować częściowo samoloty tylnym kołem. Uzbrojenie uzupełniało 55 armat przeciwlotniczych 40 mm Boforsa, w tym osiem stanowisk sześciolufowych i siedem pojedynczych.
Według projektu, okręty miały mieć wewnątrz kadłuba opancerzoną cytadelę wokół siłowni, z pokładem hangaru grubości 102 mm nad cytadelą oraz pasem burtowym tej samej grubości. Ponadto magazyny amunicji 114 mm na dziobie i rufie oraz maszyna sterowa były chronione „skrzyniami” grubości 102 mm. Burty miały ochronę przeciwtorpedową w postaci systemu przedziałów.